# Жабинка (гміна)
Ґміна Жабинка — колишня (1934—1939 рр.) сільська ґміна Кобринського повіту Поліського воєводства Польської республіки. Центром ґміни було містечко Жабинка.
Ґміну Жабинка було утворено розпорядженням Міністра внутрішніх справ Польщі 23 березня 1928 р.. До новоствореної ґміни включено наступні поселення:
- з ліквідованої сільської ґміни Збироги — сіл: Абрамовичі, Бородичі, Курпичі, Мищиці, Нагоряни, Новосади, Перенай, Рачки, Рудка, Саки, Селейки і Стеброве, фільварків: Чурилівщина, Юзефин, Мищиці, Мищиці Малі, Мищиці Великі, Непокійчиці, Новосади, Рудка, Саки I, Саки II, Зеленківщина, Соломівщина, колоній: Галинове, Качан, Путищі і Рачки, селища: Павлівщина, містечка: Жабинка, залізничної станції Жабинка;
- вся територія ліквідованої сільської ґміни Сехновичі — сіл: Багни, Дремльове, Грицевичі, Коноплі, Лойки, Мацієвичі, Мелещі, Мільки, Належники, Олізаровий Став, Підріччя, Сехновичі Малі, Сехновичі Великі, Селище, Семенівці, Сенковичі, Соколове, Степанки, Жабинка Мала, Житин, фільварків: Новий-Двір, Площа, Сехновичі Малі, Сехновичі Великі, Соколове, Шпиталі, Здитовець, Селищ: Балівщина, Гірки, Площа;
- з ліквідованої сільської ґміни Пруска  — сіл: Бобри, Яківчиці, Панцюхи, Пруська, Залужжя, фільварків: Бобри і Континове;
- з ліквідованої сільської ґміни Рогозьна — сіл: Булькове, Булькове-Заріччя, Хведьковичі, Дяглі, Філіповичі, Язики, Рокитниця, Щеглинки, Шолухи, Замошани, Здитове, фільварків: Булькове, Глинище, Каролин, Окопи, Петровичі, Тринківщина, селищ: Полубічна, Перевіз I, Перевіз II, Заполин, дільниці: Заріцьке;
- з ліквідованої сільської ґміни Матяси — сіл: Бояри, Ханки, Горілки, Корди, Кривляни, Шеди, фільварків: Франополь, Германи, Горілки, Юрківщина, Папоротно, Щерополь, Видне, Зедики, Вежки I, селища: Вандалин і колонії Силичі.

## У складі СРСР
Після радянської анексії попри переважно українське населення повіту територія включена до БРСР. У січні 1940 р. ґміна була ліквідована, а територія увійшла до новоствореного Жабинківського району.